# Calathea misantlensis
Calathea misantlensis là một loài thực vật có hoa trong họ Marantaceae. Loài này được Lascur. mô tả khoa học đầu tiên năm 1996.